# 星野美代子 (ジャズ歌手)

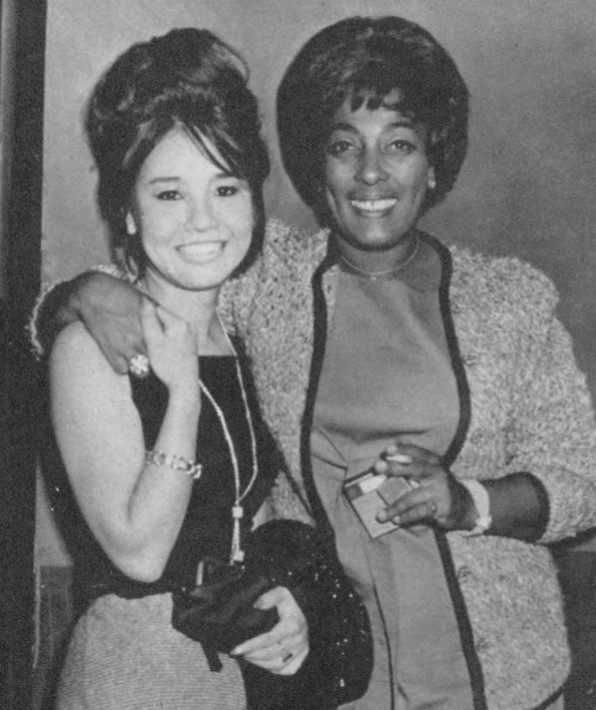
星野美代子とカーメン・マクレエ（1964年）

星野 美代子（ほしの みよこ、1932年10月23日 - ）は、日本のジャズ歌手。
横浜市に生まれ、東京都立本郷女子商業学校（東京都立向丘高等学校の前身のひとつ）に学ぶ。
1950年から、横浜のホテルニューグランドなどで歌い始め、やがて日本コロムビアからレコード・デビューした。
1961年の『ミュージック・ライフ』誌による日本の女声歌手の人気投票ランキングでは、28位であった。
1961年にアメリカ合衆国へ渡り、1963年にライオネル・ハンプトンの楽団の専属歌手となったが、1964年はじめには、ホームシックで一時帰国した。
1965年には、星野のボーカルをフィーチャーしたハンプトンのアルバム『East Meets West』がリリースされた。
70代に入って以降もライブハウスなどへの出演を続けており、「往年のかわいい顔はそのまま」、「お可愛い方」などと評されている。